# Robert Stinnett
Robert B. Stinnett, né le 31 mars 1924 et mort le 6 novembre 2018 est un marin américain, photographe et écrivain. Il a gagné dix étoiles de service et une Presidential Unit Citation. Il est l'auteur de Day of Deceit, livre relatant la prétendue connaissance avancée par le gouvernement américain de l'attaque japonaise sur Pearl Harbor, plongeant les États-Unis dans la Seconde Guerre mondiale.

## Biographie
Stinnett a participé à la Seconde Guerre mondiale de 1942 à 1945 comme photographe naval dans le théâtre du Pacifique, servant dans le même groupe de photo aérien que George Bush. Après la guerre, il a travaillé comme journaliste et photographe pour le Oakland Tribune. Il démission de Tribune en 1986 pour se consacrer à la recherche et à l'écriture.
Robert Stinnett était chercheur à l'Independent Institute d'Oakland en Californie. Il est mort le 6 novembre 2018, à l'âge de 94 ans.

## Day of Deceit (Le jour de la tromperie)
En 1982, Stinnett lut Dawn We Slept, The Untold Story of Pearl Harbor (L'aube où nous dormions, l'histoire inédite de Pearl Harbor), du vétéran de la seconde guerre mondiale et professeur d'histoire Gordon Prange. Stinnett est allé à Pearl Harbor pour investiguer et écrire sa nouvelle histoire. Sa recherche continua pendant 17 ans et conduit à Day of Deceit qui défie l'historiographie orthodoxe sur l'attaque de Pearl Harbor. Stinnett a affirmé avoir trouvé des informations montrant que l'attaque aérienne japonaise fut détecté grâce à des interceptions radio et des renseignements, mais que cette information a été délibérément cachée par l'amiral Kimmel, le commandant de la base de Pearl Harbor.
Sorti premièrement en décembre 1999, il a été revu dans le New York Times et est fréquemment cité par les partisans de la théorie de Stinnett. Beaucoup d'historiens de cette période ont rejeté cette thèse, pointant du doigt plusieurs erreurs et sources douteuses.

### The Play
En 1982, Stinnett travaillait comme photographe pour l'Oakland Tribune. Lors du Big Game (match de football) entre Cal et Stanford, Stinnett était posté derrière la zone d'entre-but sud du California Memorial Stadium à Berkeley lors des 4 dernières secondes. C'est ainsi que Kevin Moen et ses coéquipiers Dwight Garner, Richard Rodgers et Mariet Ford ont réalisé "The Play", l'action où Moen reçut le coup d'envoi de Stanford, a latéralisé le ballon, et cinq latéraux plus tard, a reçu le dernier latéral, qu'il a couru dans la zone d'en-but à travers la bande de Stanford. Stinnett était à une position parfaite pour une célèbre photographie où Moen était au zénith de son saut, rugissant de triomphe, le ballon de football au-dessus de son casque, et sur le point d'atterrir sur le tromboniste de Stanford Gary Tyrell.